# Laguna Rojo Aguado
Die Laguna Rojo Aguado (auch: Laguna Rogaguado) ist einer der größten Binnenseen Boliviens und liegt im Departamento Beni in Bolivien.

## Lage im Nahraum
Die Laguna Rojo Aguado liegt in einer Entfernung von 120 Kilometern östlich des Río Beni und 80 Kilometer westlich des Río Mamoré im Naturschutzgebiet Reserva Nacional Lagunas de Beni y Pando. Der See liegt auf einer Höhe von 146 m und erstreckt sich in der Länge auf 27 Kilometer und in der Breite auf 17 Kilometer. Seine Fläche beträgt 315 Quadratkilometer und der Umfang des Sees liegt bei 86 Kilometern. Verwaltungstechnisch gehört der See zur Provinz Yacuma und liegt im südlichen zentralen Teil des Municipio Exaltación.

## Geographie

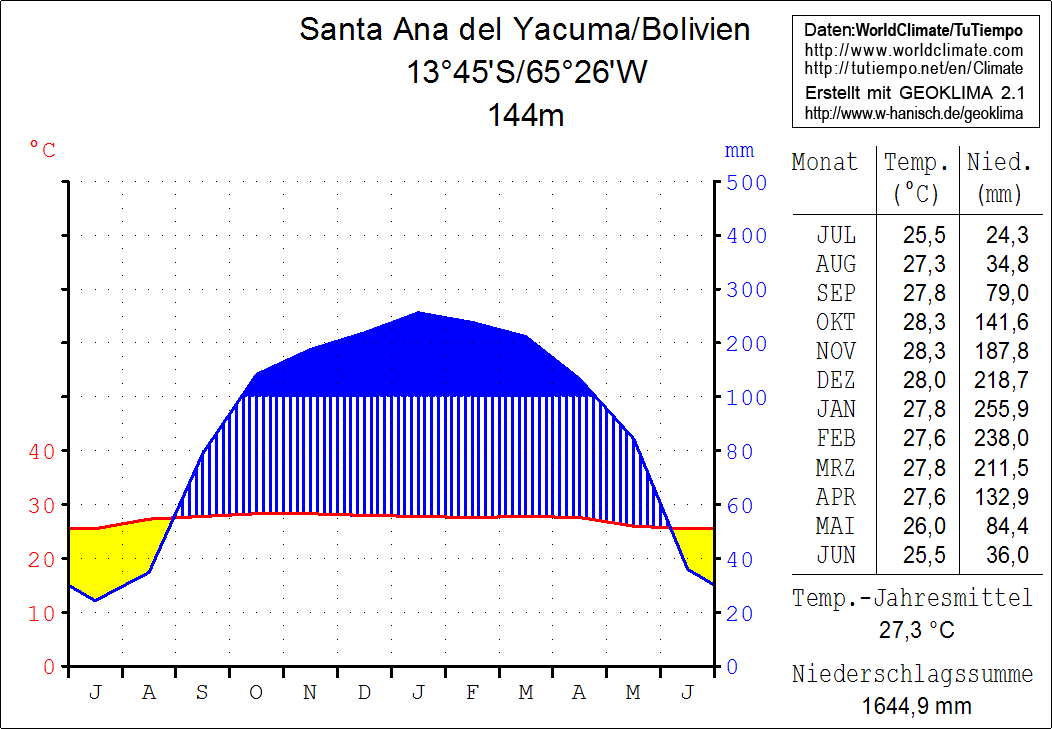
Klimadiagramm Santa Ana del Yacuma

Die Laguna Rojo Aguado liegt im bolivianischen Tiefland, die Flüsse der Region gehören zum Einzugsgebiet des Amazonasbeckens. Die Region gehört zu den semihumiden Tropen, das Klima ist über weite Strecken des Jahres heiß und feucht.
Die Jahresdurchschnittstemperatur liegt bei 27,3 °C, die Monatswerte schwanken nur unwesentlich zwischen 25,5 °C im Juni/Juli und 28,3 °C im Oktober/November. Die Jahresniederschläge mit 1645 mm liegen etwa doppelt so hoch wie in Mitteleuropa. Einer kurzen Trockenzeit von Juni bis August mit Monatswerten von weniger als 35 mm steht eine Feuchtezeit gegenüber, die von Dezember bis März Niederschlagswerte von mehr als 200 mm ausweist.

## Zuflüsse
Die Laguna Rojo Aguado erhält einen Teil ihres Wassers durch zwei Zuflüsse: den Río Tapudo (auch: Río Tapado) im südöstlichen Teil des Sees, und durch einen Zufluss von der Laguna Fortuña, die wenige Kilometer südlich der Laguna Rojo Aguado liegt.

## Besiedlung
Die Region weist eine nur geringfügige Besiedlung auf. Am Nordostufer der Laguna Rojo Aguado liegt die Ortschaft Coquinal mit 935 Einwohnern  (Volkszählung 2012).